# ブルガリア国立銀行
ブルガリア国立銀行（ブルガリアこくりつぎんこう、ブルガリア語：Българска народна банка; Balgarska narodna banka）は、ブルガリアの中央銀行。1879年1月25日に設置され、世界で最も古い中央銀行の1つとなっている。ブルガリアの紙幣・硬貨を発行する独立機関で、金融機関の監督や通貨準備を預かる役割を担っている。
2015年7月以降、総裁はディミタル・ラデフが務めている。

## 本店
ソフィア市内にあるブルガリア国立銀行本店はバッテンベルク広場の中心部に位置している。現在の建物は建築家のイヴァン・ヴァシリョフとディミタル・ツォロフが請け負い、1934年から1939年にかけて建設が進められ、当時の荘厳で装飾のない新古典主義建築の特徴を持つ外観を持っている。面積は3700平方メートルにおよび、地上4階、地下3階建てとなっている。内装はイヴァン・ペンコフとデチコ・ウズノフによって施されている。